# Fußball-Weltmeisterschaft 1994/Bolivien
Dieser Artikel behandelt die bolivianische Fußballnationalmannschaft bei der Fußball-Weltmeisterschaft 1994.

## Qualifikation
| Venezuela | - | Bolivien  | 1:7 | Palencia 14' / E. Sánchez 25' 64' 70', Ramallo 37' 61' 68', Cristaldo 39' |
| Bolivien  | - | Brasilien | 2:0 | Etcheverry 88', Peña 89'                                                  |
| Bolivien  | - | Uruguay   | 3:1 | E. Sánchez 71', Etcheverry 81', Melgar 86' / Francescoli 90'              |
| Bolivien  | - | Ecuador   | 1:0 | Ramallo 18'                                                               |
| Bolivien  | - | Venezuela | 7:0 | Ramallo 8', Melgar 58' 90', E. Sánchez 69', Sandy 75', Etcheverry 78' 82' |
| Brasilien | - | Bolivien  | 6:0 | Raí 12', Müller 18', Bebeto 22' 60', Branco 36', Ricardo Gomes 44'        |
| Uruguay   | - | Bolivien  | 2:1 | Francescoli 3', Fonseca 45' / Ramallo 23'                                 |
| Ecuador   | - | Bolivien  | 1:1 | Noriega 72' / Ramallo 45'                                                 |

## Bolivianisches Aufgebot
| Nr.               | Name                   | Verein vor WM-Beginn   | Geburtstag | Spiele   | Tore     | Gelbe Karte | Gelb-Rote Karte | Rote Karte |
| Torhüter          | Torhüter               | Torhüter               | Torhüter   | Torhüter | Torhüter | Torhüter    | Torhüter        | Torhüter   |
| ----------------- | ---------------------- | ---------------------- | ---------- | -------- | -------- | ----------- | --------------- | ---------- |
| 1                 | Carlos Trucco          | Club Bolívar           | 08.08.1957 | 3        | 0        | 0           | 0               | 0          |
| 12                | Darío Rojas            | Oriente Petrolero      | 20.01.1960 | 0        | 0        | 0           | 0               | 0          |
| 19                | Marcelo Torrico        | The Strongest          | 11.01.1972 | 0        | 0        | 0           | 0               | 0          |
| Abwehrspieler     |                        |                        |            |          |          |             |                 |            |
| 2                 | Juan Manuel Peña       | Independiente Santa Fe | 17.01.1973 | 1        | 0        | 0           | 0               | 0          |
| 3                 | Marco Sandy            | Club Bolívar           | 29.08.1971 | 3        | 0        | 0           | 0               | 0          |
| 4                 | Miguel Rimba           | Club Bolívar           | 01.11.1967 | 3        | 0        | 1           | 0               | 0          |
| 5                 | Gustavo Quinteros      | The Strongest          | 15.02.1965 | 2        | 0        | 1           | 0               | 0          |
| 16                | Luis Cristaldo         | Club Bolívar           | 31.08.1969 | 2        | 0        | 1           | 1               | 0          |
| 17                | Óscar Carmelo Sánchez  | The Strongest          | 16.07.1971 | 0        | 0        | 0           | 0               | 0          |
| Mittelfeldspieler |                        |                        |            |          |          |             |                 |            |
| 6                 | Carlos Fernando Borja  | Club Bolívar           | 25.12.1956 | 3        | 0        | 1           | 0               | 0          |
| 7                 | Mario Pinedo           | Oriente Petrolero      | 09.04.1964 | 0        | 0        | 0           | 0               | 0          |
| 8                 | José Milton Melgar     | The Strongest          | 20.09.1959 | 3        | 0        | 0           | 0               | 0          |
| 10                | Marco Etcheverry       | CSD Colo-Colo          | 26.09.1970 | 1        | 0        | 0           | 0               | 1          |
| 13                | Modesto Soruco         | Once Caldas            | 12.02.1966 | 1        | 0        | 0           | 0               | 0          |
| 14                | Mauricio Ramos         | Club Destroyers        | 09.03.1969 | 1        | 0        | 0           | 0               | 0          |
| 15                | Vladimir Soria         | Club Bolívar           | 15.07.1964 | 3        | 0        | 1           | 0               | 0          |
| 20                | Ramiro Castillo        | Club Atlético Platense | 27.03.1966 | 1        | 0        | 0           | 0               | 0          |
| 21                | Erwin Sánchez          | Boavista Porto         | 19.10.1969 | 3        | 1        | 0           | 0               | 0          |
| Stürmer           |                        |                        |            |          |          |             |                 |            |
| 9                 | Álvaro Peña            | Deportes Temuco        | 11.02.1965 | 1        | 0        | 0           | 0               | 0          |
| 11                | Jaime Moreno           | Club Blooming          | 19.01.1974 | 2        | 0        | 0           | 0               | 0          |
| 18                | William Ramallo        | Oriente Petrolero      | 04.07.1963 | 3        | 0        | 0           | 0               | 0          |
| 22                | Julio César Baldivieso | Club Bolívar           | 02.12.1971 | 2        | 0        | 2           | 0               | 0          |
| Trainer           |                        |                        |            |          |          |             |                 |            |
|                   | Xabier Azkargorta      |                        | 26.09.1953 |          |          |             |                 |            |

## Spiele der bolivianischen Mannschaft

### Vorrunde
- Deutschland –  Bolivien 1:0 (0:0)

Stadion: Soldier Field (Chicago)
Zuschauer: 63.117
Schiedsrichter: Brizio Carter (Mexiko)
Tore: 1:0 Klinsmann (61.)
- Südkorea –  Bolivien 0:0

Stadion: Foxboro Stadium (Foxborough)
Zuschauer: 54.453
Schiedsrichter: Mottram (Schottland)
- Bolivien –  Spanien 1:3 (0:1)

Stadion: Soldier Field (Chicago)
Zuschauer: 63.089
Schiedsrichter: Badilla (Costa Rica)
Tore: 0:1 Guardiola (19.) 11m, 0:2 Caminero (66.), 1:2 E. Sánchez (67.), 1:3 Caminero (70.)
Boliviens Gastspiel bei dieser WM blieb nur durch das kuriose Spiel gegen Südkorea in Erinnerung, bei dem der schottische Schiedsrichter Mottram 13 Minuten nachspielen ließ. Ansonsten war Bolivien einfach zu harmlos vor dem gegnerischen Tor, um für eine Überraschung zu sorgen.